# Niger i olympiska sommarspelen 1996
Niger deltog i de olympiska sommarspelen 1996 med en trupp bestående av tre deltagare, men ingen av landets deltagare erövrade någon medalj.

## Friidrott
Bana
| Idrottare      | Gren                | Heat omgång 1 | Heat omgång 1 | Heat omgång 2    | Heat omgång 2    | Semifinal        | Semifinal        | Final            | Final            |
| Idrottare      | Gren                | Tid           | Placering     | Tid              | Placering        | Tid              | Placering        | Tid              | Placering        |
| -------------- | ------------------- | ------------- | ------------- | ---------------- | ---------------- | ---------------- | ---------------- | ---------------- | ---------------- |
| Boureima Kimba | Herrarnas 100 meter | 11.24         | 101           | Gick inte vidare | Gick inte vidare | Gick inte vidare | Gick inte vidare | Gick inte vidare | Gick inte vidare |
| Abdou Manzo    | Herrarnas maraton   | N/A           | N/A           | N/A              | N/A              | N/A              | N/A              | 2:30:57          | 85               |

Damer
Bana
| Idrottare        | Gren                 | Heat omgång 1 | Heat omgång 1 | Heat omgång 2 | Heat omgång 2 | Semifinal | Semifinal | Final            | Final            |
| Idrottare        | Gren                 | Tid           | Placering     | Tid           | Placering     | Tid       | Placering | Tid              | Placering        |
| ---------------- | -------------------- | ------------- | ------------- | ------------- | ------------- | --------- | --------- | ---------------- | ---------------- |
| Rachida Mahamane | Damernas 5 000 meter | 19:17.87      | 46            | N/A           | N/A           | N/A       | N/A       | Gick inte vidare | Gick inte vidare |